# Alek Wojtkiewicz

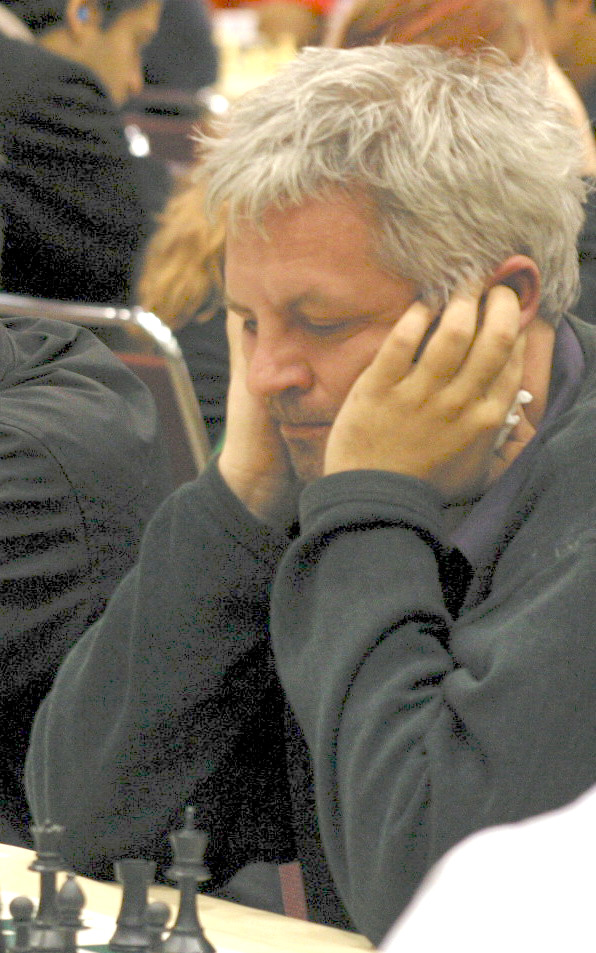
Alek Wojtkiewicz in 2005

Aleksander (Alek) Wojtkiewicz, Lets: Aleksandrs Voitkēvičs, (Riga, 15 januari 1963 - Baltimore (Maryland), 14 juli 2006) was een Lets-Pools schaker die in 2004 voorgoed vertrok naar de Verenigde Staten. In 1981 was hij (9 pt. uit 12) kampioen van Letland. Hij was, sinds 1989, een grootmeester (GM), zijn FIDE-rating bij zijn dood was 2562.
Het 30e World open dat in juli 2002 in Philadelphia verspeeld werd, eindigde in een gelijke stand van negen spelers aan de top met 7 punten uit negen ronden. Na de tie-break werd Wojtkiewicz vijfde.
Zijn vader, Pavel, was een schaker van meestersterkte en bekend kaartspeler. Alek begon met schaken op vroege leeftijd (vanaf 1970, onder trainer Alfred Akmentinš) en was een groot schaaktalent als tiener: hij werd internationaal meester toen hij vijftien was - niet verwonderlijk als je les krijgt van mensen als Bagirov, Gipslis en Vitolinš. Hij was tevens Tals favoriete leerling in de schaakclub van Riga: niet alleen had hij veel aanleg voor het schaken, hij blonk ook uit in de drie buitenschaakse hobby's van Tal: drinken, roken en achter de vrouwen aan zitten.
Van zijn schaakgeneratie (die spelers Salov, Ehlvest en Andrei Sokolov bevatte) werd hij als de meestbelovende pupil gezien. Echter, hij engageerde zich in een mensenrechtenvereniging en toen hij op negentienjarige leeftijd dienst weigerde in het Russisch leger, dat toen de oorlog in Afghanistan voerde, dook hij onder. Hij hield het ondergrondse bestaan vier jaar vol, maar stapte uiteindelijk zelf naar de politie en werd veroordeeld tot twee jaar cel.
Hij kwam vrij in 1986, na een amnestieronde gerelateerd aan een ontmoeting tussen Reagan en Gorbatsjov. Hij verhuisde in 1988 naar Warschau. De nacht voor zijn vertrek bezocht hij nog een trainingskamp in Jūrmala, waar Sokolov, Salov en Ehlvest hun wonden likten na hun uitschakeling in de kandidatenmatches in Saint John. Het was de laatste keer dat de 'magnificent four' samen waren.
In Polen verkreeg hij de Poolse nationaliteit en begon weer actief te schaken - hij was toen 24. In 1988 werd hij vader van een zoon, Josef - de moeder was de Litouwse schaakster Laima Domarkaitė. In 1989 bewees hij terug te zijn als schaker, met een uitstekende prestatie in het Europees schaakkampioenschap voor landenteams van dat jaar in Haifa (Israël). Hij verkreeg veel financiële steun van de Poolse schaakbond en mocht van LOT (de Poolse luchtvaartmaatschappij) gratis vliegen. Hij won het Pools NK tweemaal en verkreeg in 1991 eindelijk de grootmeestertitel. In 1996 won hij het Open Kampioenschap van Utrecht. Hij verkaste in 2002 na onenigheid (te wijten aan onder andere zijn drankmisbruik) met de Poolse schaakbond naar de Verenigde Staten.
In de VS kan men als professional enkel 'overleven' door alle weekendtoernooien af te schuimen en nu en dan een groot toernooi te winnen. Alex werd - samen met Ivanov - dan ook een van de meest actieve toernooispelers ter wereld. Nu beide "specialisten" van de Grand Prix dood zijn, werd er al geopperd om de Grand Prix te herdopen tot Ivanov-Wojtkiewicz Memorial Grand Prix. Alle toernooien binnen een straal van 500 km schuimde hij af. Daarnaast vulde hij zijn inkomen aan als leraar en trainer of secondant. Zo was hij lid van het secondantenteam van Khalifman, toen deze de eerste knock-out FIDE-wereldtitel won in 1999.
Hij won de jaarlijkse Grand Prix in de Verenigde Staten diverse keren (wat hem telkens 10.000 dollar opleverde). Ook won hij de laatste vijf toernooien waaraan hij deelnam: de Columbus Open, de World Open in Philadelphia (meervoudige ex aequo, Kamsky won op weerstand), de National Open in Las Vegas, de Kentucky Open en het DC Action kampioenschap, alle gespeeld in 2006.
Op schaakvlak ging zijn voorkeur uit naar rustige posities, waarin zijn positioneel gevoel hem zelden in de steek liet. Zijn openingen waren het Catalaans en fianchetto-openingen tegen het Koningsindisch. Met zwart prefereerde hij het Siciliaans (Najdorf) en op het einde ook versnelde Draak-varianten. In gecompliceerde, tactische stellingen was hij te pakken.
Hij overleed in 2006 aan een darmperforatie in combinatie met zware bloedingen.

## Nationaal team
Met het Poolse nationale team nam Wojtkiewicz deel aan de Schaakolympiades van 1990 en 1992 en aan het Europees schaakkampioenschap voor landenteams in 1989 en 1992. In 1989 behaalde hij hierbij het beste resultaat aan het tweede bord en de op een na beste Elo-rating van alle deelnemers.

## Schaakverenigingen
In de Poolse competitie voor verenigingen speelde Wojtkiewiecz van 1988 tot 1993, in 1995 en in 1997 voor Polonia Warschau, in 1999 en 2000 voor Gant-Hetman Wrocław. Met Polonia Warschau speelde hij in 1997 ook in de European Club Cup en bereikte de tweede plaats.